# اونی لورکان
اونی لورکان (انگلیسی: Oney Lorcan؛ زادهٔ ۲۱ دسامبر ۱۹۸۵) کشتی‌گیر کشتی حرفه‌ای اهل ایالات متحده آمریکا است.